# Federico Pereira
Pour les articles homonymes, voir Pereira.
Federico Pereira, né le 24 février 2000 à Montevideo en Uruguay, est un footballeur uruguayen qui joue au poste d'arrière droit au Deportivo Toluca.

## Biographie

### En club
Né à Montevideo en Uruguay, Federico Pereira est formé par l'un des clubs de la capitale uruguayenne, le Liverpool Fútbol Club. Il commence sa carrière professionnelle avec ce club, jouant son premier match lors d'une rencontre de championnat contre le CA Boston River, le 4 mai 2019. Ce jour-là il entre en jeu à la place de Hernán Figueredo (en) et son équipe s'impose par quatre buts à zéro.
Pereira inscrit son premier but en professionnel le 26 février 2020, à l'occasion d'une rencontre de Copa Sudamericana face aux Vénézuéliens du Llaneros Escuela de Fútbol (en). Il est titularisé et participe à la victoire de son équipe par cinq buts à zéro,.
Le 21 janvier 2021, Pereira réalise son premier doublé en professionnel, lors d'une rencontre de championnat contre le Club Deportivo Maldonado. Il est titularisé et participe à la victoire de son équipe par quatre buts à deux.
Alors qu'il est notamment courtisé par Boca Juniors, Federico Pereira rejoint finalement le Deportivo Toluca en janvier 2024. Le transfert est annoncé le 30 décembre 2023.
Il se fait remarquer en marquant dès son premier match pour le club, le 13 janvier 2024, en marquant son premier but pour le club face au Querétaro FC. Il est titularisé et les deux équipes se neutralisent (2-2 score final).

### En sélection
Le 5 mars 2021, Federico Pereira est convoqué pour la première fois avec l'équipe nationale d'Uruguay par le sélectionneur Óscar Tabárez, dans une liste de 35 joueurs, pour des matchs comptant pour les éliminatoires de la coupe du monde 2022. La CONMEBOL suspend toutefois ces matchs en raison d'une inquiétude liée à la Pandémie de Covid-19.
Le 21 octobre 2022, Pereira est retenu par le sélectionneur Diego Alonso dans une liste élargie de 55 joueurs pour la Coupe du monde 2022. Il ne figure toutefois pas dans la liste finale pour participer au mondial.

## Palmarès
Liverpool FC
- Supercoupe d'Uruguay (1) :
  - Vainqueur : 2020.